# Adamello-Presanella

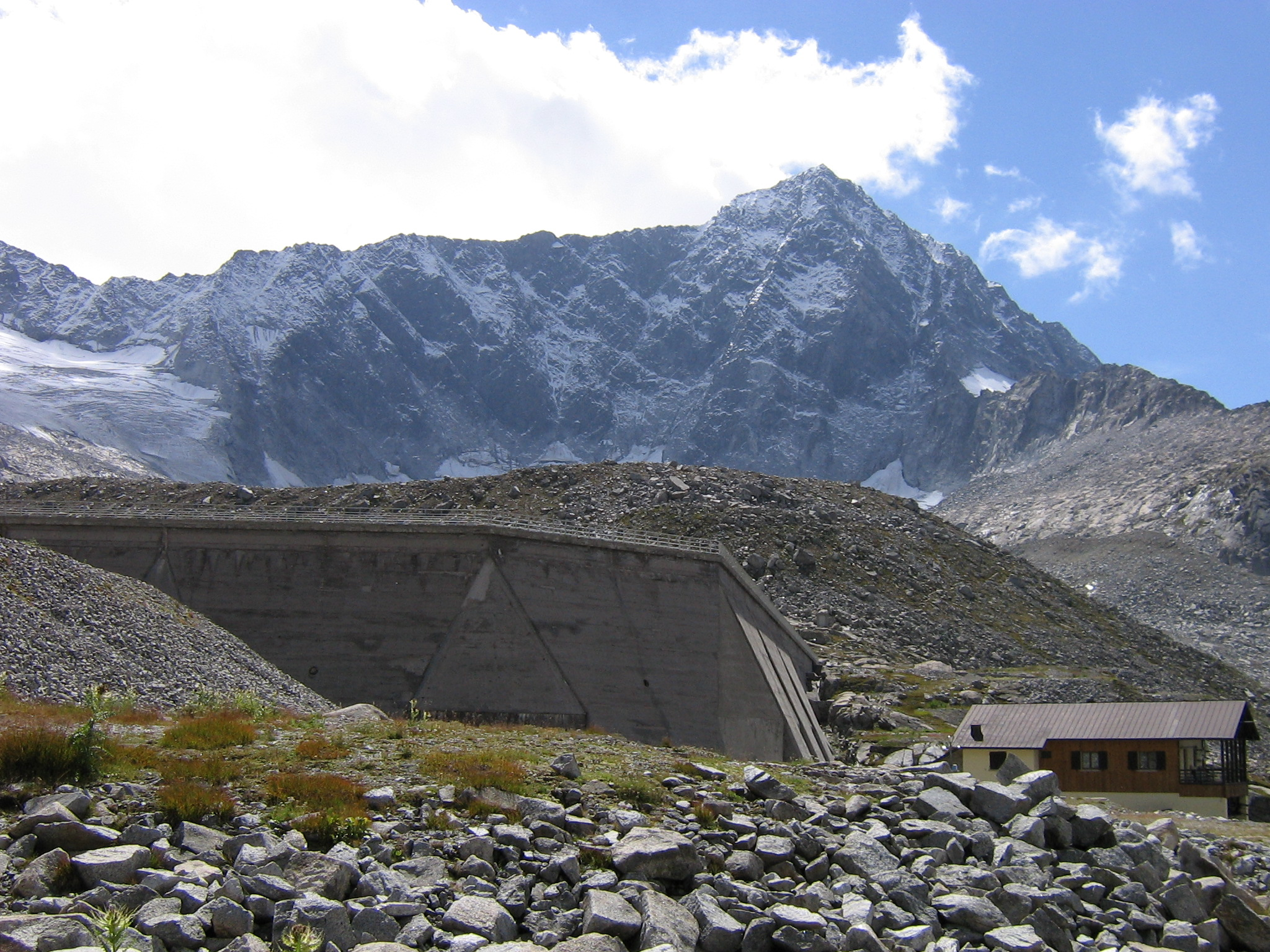
Cara norte del monte Adamello con la presa de Venerocolo en el primer plano.

El grupo Adamello-Presanella es una cordillera en los Alpes italianos. Es parte de los Alpes Réticos meridionales. Se encuentra en las provincias de Trento y Brescia. El nombre proviene de sus picos más altos: Adamello y Presanella.
El grupo Adamello-Presanella está separado de los Alpes de Ortler en el norte por el paso de Tonale; desde los Alpes Bergamascos en el oeste por el valle de Oglio (Val Camonica); del Macizo de Brenta en el este por el paso de Campo Carlo Magno y el río Sarca; al sur sigue hacia el lago Iseo.

## Picos
Los principales picos del grupo Adamello-Presanella son:
| Pico             | Altura (m/ft) | Altura (m/ft) |
| ---------------- | ------------- | ------------- |
| Presanella       | 3.558         | 11.694        |
| Adamello         | 3.554         | 11.661        |
| Carè Alto        | 3.465         | 11.369        |
| Dosson di Genova | 3.430         | 11.254        |
| Crozzon di Lares | 3.354         | 11.004        |
| Corno di Baitone | 3.331         | 10.929        |
| Busazza          | 3.329         | 10.922        |
| Lobbia Alta      | 3.196         | 10.486        |

## Pasos
Los principales pasos de montaña del grupo Adamello-Presanella son:
| Paso                              | Ubicación                            | Tipo      | Altura (m/ft) | Altura (m/ft) |
| --------------------------------- | ------------------------------------ | --------- | ------------- | ------------- |
| Passo de Lares                    | Glaciar Lares al Glaciar Lobbia      | nieve     | 3195          | 10,483        |
| Passo de Cercen                   | Val di Genova a Fucine               | nieve     | 3043          | 9984          |
| Passo de la Lobbia Alta           | Glaciar Lobbia al Glaciar de Mandron | nieve     | 3036          | 9961          |
| Passo de Presena                  | Val di Genova al Paso de Tonale      | nieve     | 3011          | 9879          |
| Paso de Pisgana                   | Val di Genova al Ponte di Legno      | nieve     | 2934          | 9626          |
| Passo de la Forcellina o de Campo | Cedegolo al Val di Fumo              | sendero   | 2288          | 7507          |
| Paso de Croce Domini              | Breno a Bagolino                     | carretera | 1895          | 6217          |
| Paso de Tonale                    | Cles a Edolo                         | carretera | 1884          | 6181          |
| Colle Maniva                      | Val Trompia a Bagolino               | carretera | 1669          | 5476          |
| Campo Carlo Magno                 | Dimaro a Pinzolo                     | carretera | 1648          | 5407          |